# 迎熏门 (平遥)
迎熏门为平遥城墙的南门和主门，也是平遥的六座城门之一，位于山西省平遥县古城街道。门内为南大街，北望平遥市楼。已列为全国重点保护文物单位。

## 历史
平遥城墙共有六座城楼，创建于明代，清康熙四十二年（1703年）康熙帝西巡路经平遥，补修重筑四面大城楼。四座城楼均高16米,宽五间14米，进深四间10米。道光三十年(1850年)，太平天国战争爆发后，平遥进一步完善城防工程，补筑东西北门，迎熏门也增高数尺，至咸丰六年(1856年)完成。
至1948年，平遥城墙的六座城楼已全部破损拆毁，荡然无存。

## 保护
1965年5月24日公布为第一批山西省文物保护单位。1988年1月13日公布为第三批全国重点文物保护单位。1997年12月3日，平遥古城整体列入世界文化遗产保护名录。

## 修复
继1997年-1998年修复北门（拱极门）、下西门（凤仪门）之后，2001-2002年，修复迎薰门城楼和南门瓮城，与北门城楼一样，均为二层面阔五间，进深四间，三重檐歇山顶。

## 纪念币
世界遗产（平遥古城）金银纪念币150克金币正面图案为平遥古城迎薰门建筑造型，
2008年，北京奥运火炬在山西传递的第二站在平遥，迎熏门广场是其中的一部分。